# Ad Caeli Reginam
XII. Piusz pápa 1954. október 11-én kihirdetett, Ad Caeli Reginam kezdetű enciklikájának célja, hogy a hívek tartsák szem előtt Szűz Mária királynői méltóságát, és tanusítsanak az Isten anyja iránt kitüntetett szeretetet és bizalmat.

## Időzítése
1854. december 8-án hirdette ki  IX. Piusz pápa a szeplőtelen fogantatás dogmáját. A századik évfordulóra egy centenáriumi ünnepséget, egy Mária-évet hirdettek 1954-re, melynek vége felé jelent meg ez az enciklika.          
Az enciklika megteremtette a Mária királynői méltóságának ünnepét, amelyet eredetileg május 31-én ünnepeltek, majd később augusztus 22-ére tették át, a Nagyboldogasszony  ünnepe után hetedik napjára.

## Tartalma
A bevezetésben megállapítást nyer, hogy a legkorábbi keresztény időkből származik a Mária tisztelet. A hit tanítása soha sem volt olyan sikeres, mint Jézus Krisztus anyjába vetett hit.    
2. A föld szörnyű veszélyeit sorolja a pápa, a gonoszság árvízében szenvedve és reménykedve Mária királynőnkhöz fordulunk.     
3. Az 1950-ben kihirdetett Mária dogmára emlékezik.    
4. Hírül adták a fatimei kegyszobor megkoronázását is.     
5-7 Döntését ismerteti, amely megteremt egy csúcs demonstrációt Mária királynői ünnepére. Szándéka nem új keletű, nincs benne új igazság kihirdetve. Örömére szolgál, hogy felújíthatja a mennyei Anyánk dicséreteit lelki előnyeinkre szolgálva.        
8-25 A pápa számos korai egyházatyákra, szentekre, teológusokra és két elődjére is hivatkozik  IV. Szixtusz és XIV. Benedek pápákra akik Miasszonyunknak illetve a menny és a föld  királynőjének nevezték és különböző dicséretekkel illették.
26-31 Továbbá számba veszi a Máriáról királynői tiszteletet kifejező liturgiát,  keleti énekeket, etióp missált, a loretói litániát.
32-33 A példák sorát a megannyi művészeti ábrázolás zárja. Melyben külön ikonográfia születik Mária ábrázolására. Némelyeket a múltban a pápák ünnepélyesen megkoronázták.    
34 -35   Majd rátér és kifejti Mária királynői tiszteletének teológiai magyarázatára.        
36 – 39 Összehasonlítja Mária szerepét Isten megváltásának tervében Évával: Katolikus tanítás szerint Máriát királynőnek kell nevezni, nemcsak Jézus Krisztus isteni anyasága miatt, hanem azért is, mert Isten azt akarta, hogy kivételes szerepet töltsön be az üdvösség munkájában. Máriát Isten Krisztus anyjának választotta annak érdekében, hogy részese lehessen az emberi faj megváltásában: „Krisztust az új Ádámot nemcsak azért nevezzük királynak, mert ő az Isten Fia, hanem azért is, mert Ő a mi Megváltónk, úgyhogy, hasonlóan, a Legszentebb Szűz nemcsak azért királynő, mert Isten anyja, hanem azért is, mert mint az új Éva, ő is társult az új Ádámhoz. Ha Krisztus szövetségben istennel király, akkor ez a szövetkezés teszi őt királynői minőségbe, mert üdvösségünk művében neki is kiváló szerepe volt.
40 – 42 Összehasonlítja és elhelyezi az egyházatyák idézetei segítségével tisztaságának mértékét. Emlékeztet, hogy a szeplőtelen fogantatás pillanatában olyan nagy kegyelmet kapott Mária, ami felmérhetetlen.     
43 – 45 Minden keresztényhez szól, hogy nemcsak a királynőt kell tisztelni Máriában, hanem az egyszerű Anyát is. A teológusoknak és prédikátoroknak pedig el kell kerülniük az indokolatlan kifejezéseket, és egyúttal mérlegelve túlzottan kevés az elme a Boldogságos Szűz isteni méltóságának kifejezésére a tanítás minden más pontjában, az egyetemes álláspont, és Krisztushoz tartozóan tanítjuk.           
46- 48 Mindezek hosszú példái a művészet a liturgia, az egyházatyák alapján és megfontolásaival elrendeli az ünnepét május 31-re.    
49 – 51 A pápa reményét fejezi ki, hogy a hívők arra ösztönöznek, hogy utánozzák Mária méltóságteljes erényeit, és hogy az imádsága az üldöztetett keresztények segítőjeként és a világ béke közvetítőjeként vegyék figyelembe.       
52 Végül ima meghallgatást kíván a bajok felett békével győzedelmeskedő Máriától.         